# Confederação Brasileira de Esgrima
A Confederação Brasileira de Esgrima (CBE) é uma associação civil e fins não econômicos, de caráter exclusivamente desportivo, responsável por coordenar e organizar todos os aspectos relativos à prática e à gestão dessa modalidade no país. Representa a esgrima perante às pessoas físicas e jurídicas do Brasil, bem como perante às entidades e associações internacionais de esgrima.
A partir de 2018 passou a representar também a modalidade de esgrima em cadeira de rodas.
A entidade é filiada ao Comitê Olímpico do Brasil, ao Comitê Paralímpico Brasileiro, À FIE - Federação Internacional de Esgrima e a IWAS - International Wheelchair Amputee Sports.
Atualmente (2017-2021), a instituição tem como Presidente Ricardo Pacheco Machado e Vice Presidente Arno Périllier Schneider. Diretor Financeiro Marcio da Silva Loureiro, Diretor Técnico Arno Périllier Schneider. Diretora de Comunicação e Marketing: Rosele Sanchotene.
Instituto Brasileiro de Esgrima - IBE: Coordenação:Eduardo Romão Gomes 

## Rio 2016
A esgrima esteve representada nos Jogos Olímpicos Rio 2016 pela maior delegação da sua história, tendo classificado pelo critério de ranking internacional os atletas Renzo Agresta, no sabre masculino, Nathalie Moullhausen, na espada feminina, e a equipe de florete masculino, formada por Guilherme Toldo, Henrique Marques e Ghislain Perrier. Foi a primeira vez que a esgrima conseguiu classificar para a participação nos Jogos, uma equipe completa numa modalidade entre as melhores do mundo.
Participaram com direito a vaga por ser o país sede: Taís Rochel e Bia Bulcão no florete feminino; Nicolas Ferreira, Athos Schwantes e Guilherme Melaragno na equipe da espada masculina; Marta Baeza no sabre feminino e Rayssa Costa na equipe de espada feminina.
Como reservas de equipe, Fernando Scavasin na equipe de florete masculino, Alexandre Camargo na equipe de espada masculina e Amanda Neto Simeão pela equipe de espada feminina.
Os melhores resultados foram o sexto lugar obtido na espada feminina individual por Nathalie Moelhausen, e o oitavo lugar obtido por Guilherme Toldo no florete masculino individual, ambos eliminados na fase quarta de final.
No website da CBE  estão listados os atletas olímpicos  (https://cbesgrima.org.br/atletas-olimpicos/) e os atletas paralímpicos (https://cbesgrima.org.br/atletas-paralimpicos/) da modalidade.
Esta foi a melhor participação brasileira da esgrima nas edições dos Jogos Olímpicos.
Em 2018 a CBE passou também a gerir a esgrima em cadeira de rodas, antes sob responsabilidade do Comitê Paralímpico Brasileiro.
Em 2019 Nathalie Moellhausen conquista uma medalha inédita para o Brasil - Campeã Mundial na Categoria Espada Feminina.

## Histórico
A esgrima começou no Brasil durante o período imperial devido ao interesse de Dom Pedro II na modalidade. Em 1858, é estabelecida a esgrima regimentalmente para os cursos de Infantaria e Cavalaria da Escola Militar de Realengo e ocorre a fundação de uma escola de esgrima no Batalhão de Caçadores de São Paulo.
No final do século XIX, já no Brasil República, surge um movimento a favor da esgrima, na Praia Vermelha. Em 1906, por iniciativa do Coronel Pedro Dias de Campos, do Batalhão de Caçadores de São Paulo, é criado o Curso de Formação em Ginástica e Esgrima, que ficou a comando do Capitão Balandie. Em 1909, é criado um curso de esgrima na Escola de Educação Física da Força Pública de São Paulo.
Em 1922, a construção do Centro Militar de Educação Física na Vila Militar do Rio de Janeiro, incentiva a vinda do mestre d'armas francês Lucien de Merignac e a criação de um núcleo de esgrima no Colégio Militar do Rio de Janeiro, por parte de Valério Falcão, instrutor do estabelecimento. O Exército Brasileiro contrata os serviços do mestre Gauthier, instrutor de esgrima da Escola Joinville le Point, da França, para ministrar esgrima aos militares no Brasil.
Em 1927, a Federação Paulista de Esgrima e a Federação Carioca de Esgrima se unem e criam a União Brasileira de Esgrima, com o apoio da Liga de Desportos do Exército e da Marinha.
A União Brasileira de Esgrima se filia à Federação Internacional de Esgrima, e, em 1936, o Brasil participa dos Jogos Olímpicos de Berlim. Em 1937, o Exército cria o Curso de Mestre d'Armas, único do Brasil e em funcionamento até hoje.
Em 14 de Abril de 1941, a União Brasileira de Esgrima transforma-se em Confederação Brasileira de Esgrima (CBE), estando entre as seis confederações criadas naquela data, pelo Decreto Lei nº 3.199, assinado pelo Presidente Getúlio Vargas.
Em 2017 a CBE cria o Instituto Brasileiro de Esgrima (IBE) e começa uma nova etapa no ensino das atividades ligadas à esgrima em todo o território nacional.

### Competições
A Confederação Brasileira de Esgrima organiza anualmente o Circuito Nacional de Esgrima